# Kauppi (ö i Satakunta)
Kauppi är en ö i Finland. Den ligger i sjön Sääksjärvi och i kommunen Kumo i den ekonomiska regionen  Björneborgs ekonomiska region  och landskapet Satakunta, i den sydvästra delen av landet, 190 km nordväst om huvudstaden Helsingfors. Öns area är 0,5 hektar och dess största längd är 120 meter i öst-västlig riktning.